# Jedediah Smith Redwoods State Park

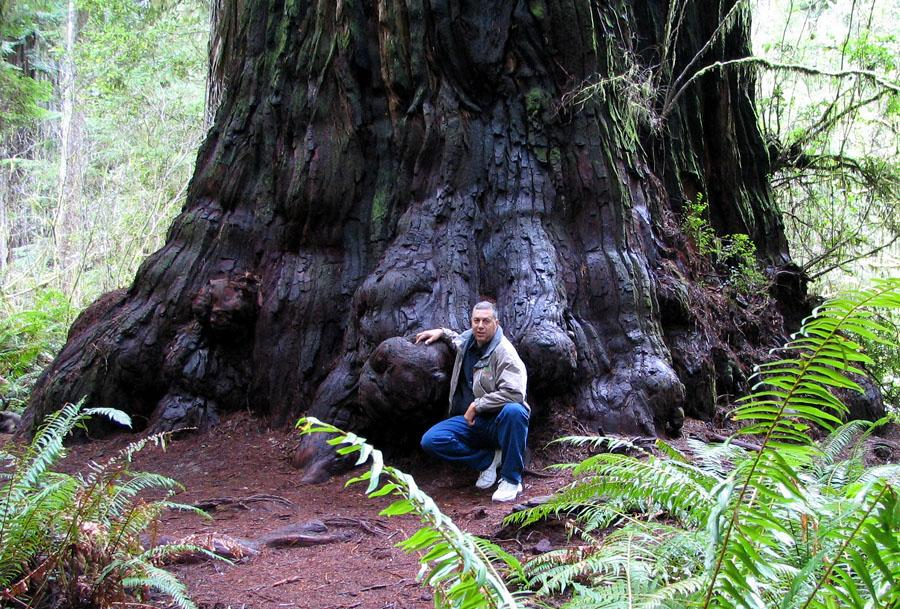
Pień drzewa w Jedediah Smith Redwoods State Park

Jedediah Smith Redwoods State Park – park stanowy w amerykańskim stanie Kalifornia. Utworzony w 1929 roku, zajmuje teren o powierzchni 40 km² leżący na wschód od miasta Crescent City na terenie hrabstwa Del Norte. Znany z okazałych lasów z zachowanymi sekwojami wieczniezielonymi. Nazwa została nadana dla uczczenia Jedediah Smitha, który dotarł do tego miejsca z wyprawą w 1826 roku.
Park wraz z Prairie Creek Redwood State Park, Del Norte Coast Redwoods State Park i Parkiem Narodowym Redwood) są wpisane na Listę światowego dziedzictwa UNESCO oraz na listę rezerwatów biosfery.